# Nadiad
Nadiad – miasto w Indiach, w stanie Gudźarat. W 2011 roku liczyło 225 071 mieszkańców.